# Cañón revólver

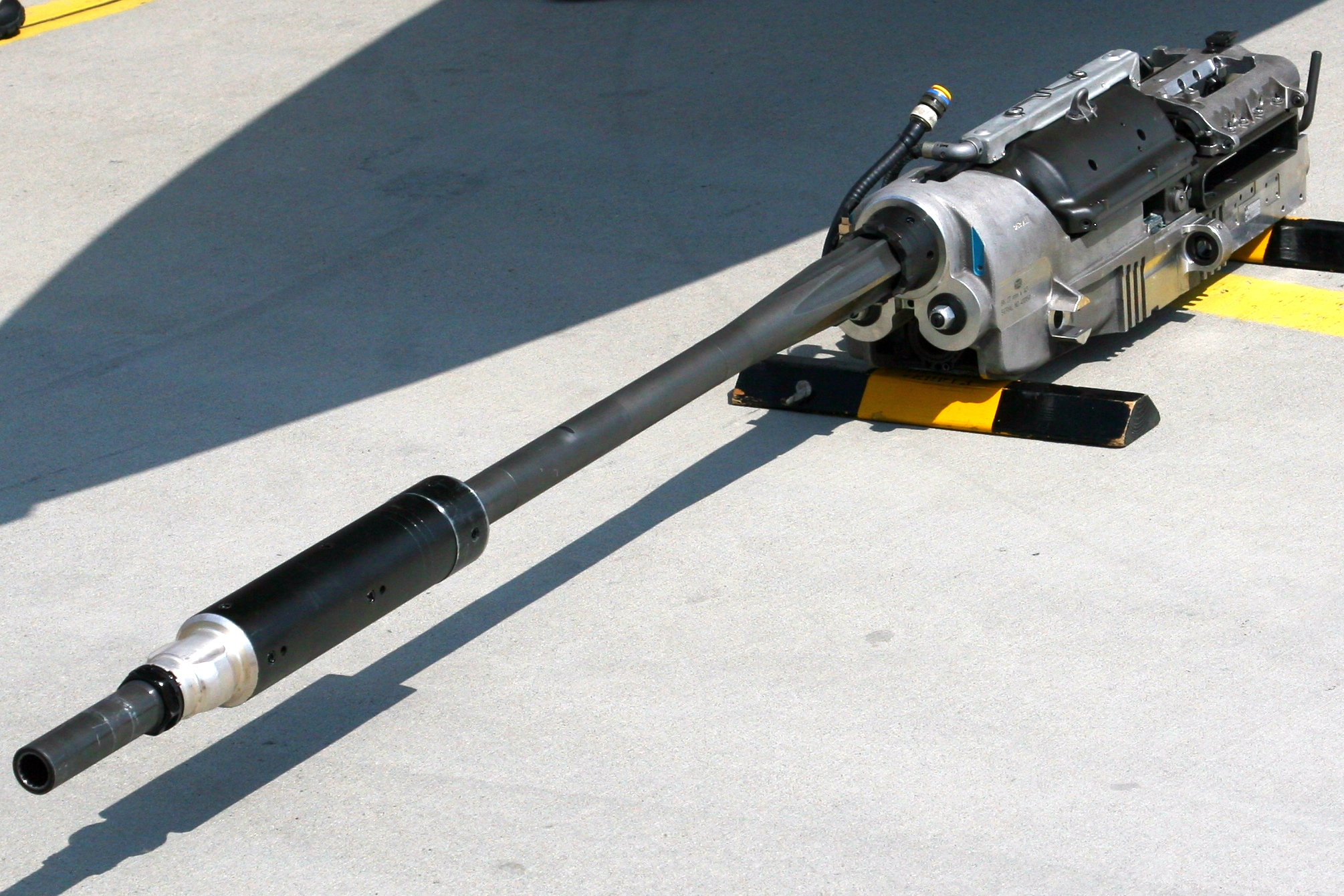
Un cañón revólver Mauser BK-27

El cañón revólver es un tipo de cañón automático, usualmente empleado como armamento de aviones y como cañón antiaéreo.

## Mecanismo
Emplea un tambor con múltiples recámaras, como el de un revólver, para agilizar el ciclo carga-disparo-eyección. Algunos modelos son accionados por una fuente de energía externa para aumentar aún más la velocidad de la recarga, aunque esto no es aplicable a todos. Un cañón revólver se diferencia de un cañón automático Gatling por el hecho de tener solamente un cañón, por lo que el peso de su tambor es menor y suele ser accionado por los gases del disparo. Los cañones revólver han sido producidos por diversos fabricantes europeos, aunque los Estados Unidos y en menor grado Rusia, generalmente prefieren los cañones rotativos.

## Historia
Un probable antepasado del cañón revólver sería el cañón Puckle, que era un cañón revólver con llave de chispa y accionado mediante una manivela. Su concepto era poco práctico y estaba muy adelantado para la tecnología del siglo XVIII.
Durante el siglo XIX, Elisha Collier y después Samuel Colt adaptaron este sistema en armas cortas, creando así el revólver.
Los Estados Confederados de América emplearon un singular cañón revólver de 2 pulgadas con tambor de cinco recámaras rotado manualmente durante el asedio de Petersburg. El cañón fue capturado en Danville, Virginia, por fuerzas de la Unión el 27 de abril de 1865.
El Cañón rotativo Hotchkiss de finales del siglo XIX no es un cañón revólver en el sentido moderno, siendo del tipo Gatling.
En 1905, C. M. Clarke patentó la primera ametralladora con tambor de ocho recámaras accionado por los gases del disparo, pero su diseño fue ignorado en aquel entonces. La patente de Clarke fue otorgada al mismo tiempo que las ametralladoras accionadas por retroceso y los gases del disparo, tales como la Maxim y la Colt-Browning M1895, se iban haciendo cada vez más usuales.
En 1932, la ametralladora aérea soviética ShKAS de 7,62 mm empleaba un mecanismo de alimentación tipo revólver con capacidad para doce cartuchos, alcanzando cadencias de más de 1.800 disparos/minuto y de hasta 3.000 disparos/minuto en versiones especiales probadas en 1939, todas ellas accionadas por los gases del disparo. Se produjeron unas 150.000 ametralladoras ShKAS, que fueron el armamento de los aviones de la Fuerza Aérea Soviética hasta 1945.
Hacia 1935, Viacheslav Ivanovich Silin, Mijaíl Yevgueniévich Berezin y Morozenko estaban trababajando en una ametralladora aérea de 7,62 mm con sistema de revólver y una cadencia de 6.000 disparos/minuto, llamada SIBEMAS (СИБЕМАС), pero el proyecto fue cancelado.
Solo a mediados de la década de 1940 apareció el primer cañón revólver eficaz.

### Arquetipo
El cañón revólver arquetípico es el Mauser MK 213, del cual derivaron casi todos los actuales cañones revólver. El Mauser MG 213 (Maschinegewehr 213; Ametralladora 213, en alemán) fue un cañón revólver de 20 mm montado en aviones desarrollado para la Luftwaffe en la Segunda Guerra Mundial. Este cañón marcó un hito en las armas: fue el primer cañón revólver de la historia, existían solo 15 prototipos fabricados en 1945.

### Copias aliadas de la posguerra
En la inmediata posguerra, los ingenieros de la Mauser emigraron de Alemania y desarrollaron armas similares alrededor del mundo; tanto los ingleses como los franceses hicieron copias directas de las versiones calibre 30 mm del MK 213, llamadas ADEN y DEFA respectivamente. Suiza produjo el Oerlikon KCA, mientras que los Estados Unidos emplearon una versión calibre 20 mm que disparaba un cartucho con un casquillo ligeramente más largo (102 mm), intermedio entre el cartucho del MK 213 (82 mm) y el del Hispano-Suiza HS.404 (110 mm). 
También se desarrollaron algunos cañones automáticos experimentales de mayor calibre, como el cañón anglo-suizo Oerlikon RK 421 de 42 mm, que tenía dos cañones y una sola recámara. Este recibió el nombre clave de "Red King", mientras que su versión de un solo cañón recibió el nombre clave de "Red Queen". El proyecto se canceló y no entraron en servicio. El cañón revólver de mayor calibre que entró en servicio es el KDG de 35 mm, utilizado en el CIWS naval Rheinmetall GDM-008 y la versión terrestre C-RAM NBS Mantis.

### Mejoras en las copias
Se sucedieron varias generaciones de los cañones básicos ADEN/DEFA, sin cambio alguno hasta la década de 1970. En aquel momento se desarrolló una nueva generación de cañones automáticos, tanto para el propuesto cartucho estándar 25 mm OTAN o que empleaban el cartucho 27 mm Mauser; como por ejemplo el Mauser BK-27. El GIAT 30 francés es un cañón revólver de nueva generación accionado mediante energía externa, mientras que el Rheinmetall RMK30 modifica aún más el mecanismo del GIAT al expulsar los gases hacia atrás para eliminar el retroceso.
Los cañones revólver eran menos comunes en servicio soviético, especialmente a bordo de aviones. En 1944 se patentó un mecanismo para una ametralladora revólver soviética. El casi desconocido Rikhter R-23 solamente fue instalado a bordo de algunos modelos del Tu-22, pero después fue reemplazado por el Gryazev-Shipunov GSh-23 de dos cañones en el Tu-22M. El Rikhter R-23 fue disparado desde la estación espacial Salyut 3. La Armada Soviética también adoptó un cañón revólver, el NN-30, que usualmente iba montado en una batería doble dentro de la torreta AK-230.  

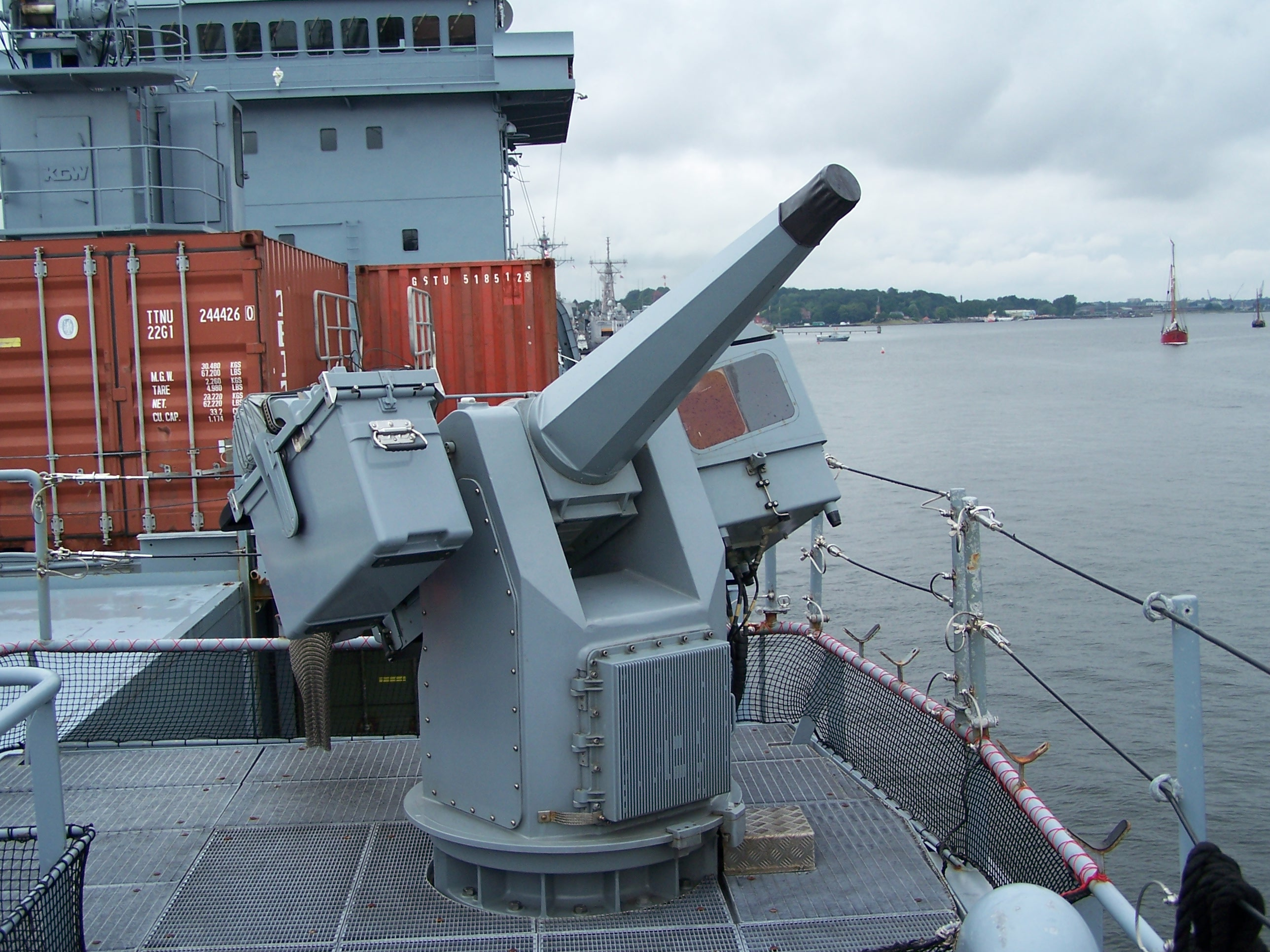
Un cañón revólver a control remoto MLG 27, a bordo de un buque de abastecimiento Clase Elbe de la Armada alemana.

## Comparación respecto a los Gatling
Los cañones revólver tienen por lo general una menor cadencia que los cañones rotativos, ya que las balas son disparadas a través de un solo cañón y este puede sobrecalentarse rápidamente. Algunos cañones rotativos tienen una cadencia de hasta 10 000 disparos por minuto (tales como el Gryazev-Shipunov GSh-6-23), mientras que un cañón revólver tiene por lo general una cadencia inferior a 2.000 disparos por minuto. Por otra parte, el cañón revólver tiene una alta cadencia "inicial" debido al menor peso de su tambor; solamente este gira. En los cañones rotativos gira todo el conjunto de cañones y recámaras, que puede pesar cientos de kilogramos. Además, la fuente de energía externa de los cañones rotativos estadounidenses hace que una ráfaga corta sea menos potente que la de un cañón revólver accionado por los gases del disparo, debido a que se necesita medio segundo de rotación para alcanzar la cadencia máxima. Al no tener el peso adicional de varios cañones, un cañón revólver puede disparar proyectiles de mayor calibre que un cañón rotativo del mismo peso. Otra diferencia es la mayor precisión del cañón revólver respecto al cañón rotativo, debido a la dispersión de múltiples cañones que giran a diversas velocidades en el segundo. Los cañones rotativos son más eficaces contra un grupo de soldados, mientras que los cañones revólver y sus proyectiles de mayor calibre son efectivos contra vehículos blindados.[cita requerida]

## Ejemplos

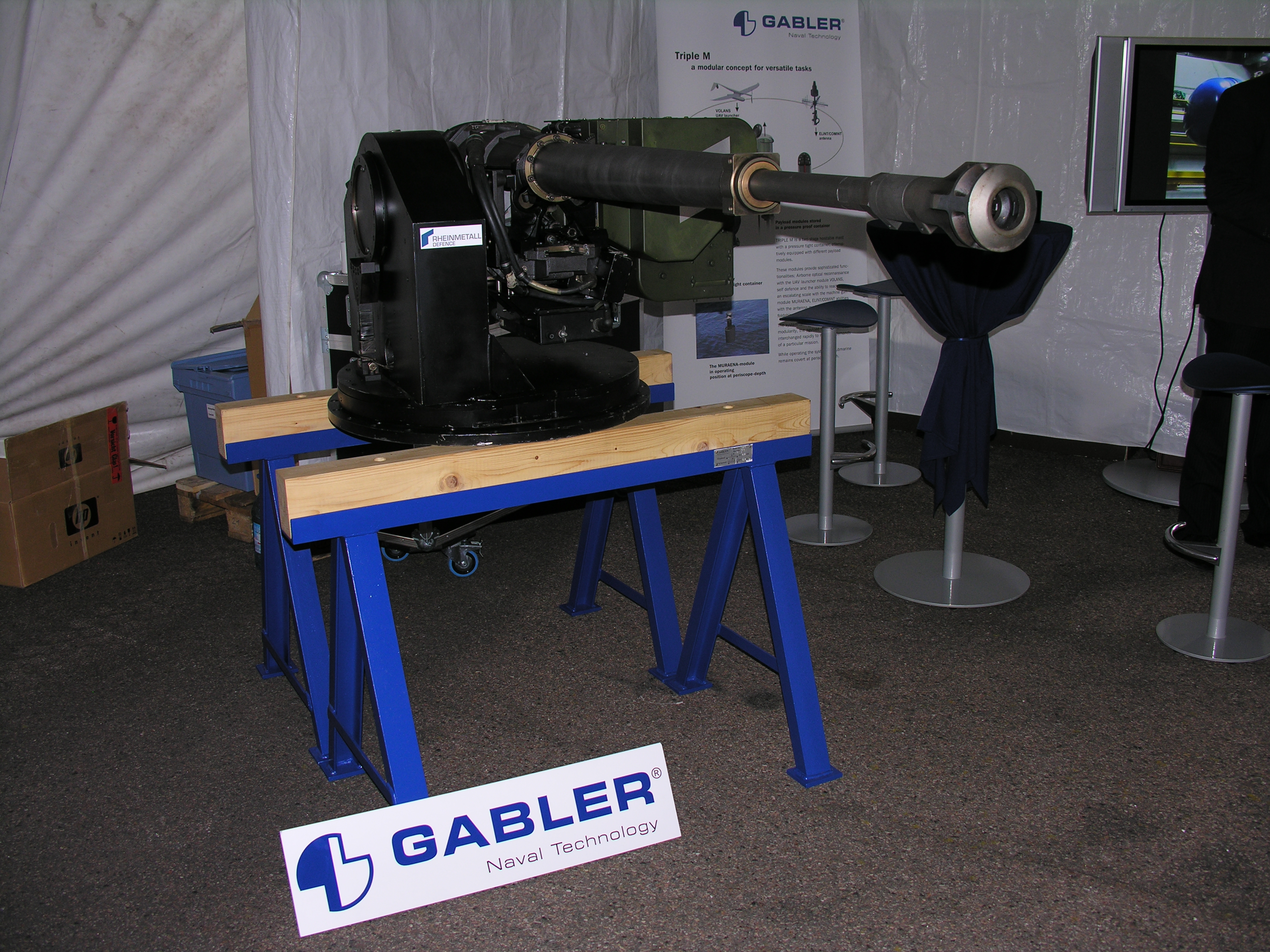
Un Rheinmetall RMK30 en la TechDemo 2008.

| Nombre        | País           | Calibre (mm) | Cadencia (d/m) | Velocidad de salida (m/s) | Peso del arma (kg) |
| ------------- | -------------- | ------------ | -------------- | ------------------------- | ------------------ |
| Mauser MK 213 | Alemania nazi  | 20/30        | 1.400/1.200    | 1.050/530                 | 96                 |
| Mauser BK-27  | Alemania       | 27           | 1.700          | 1.025                     | 102,5              |
| ADEN          | Reino Unido    | 30           | 1.700          | 741                       | 87,1               |
| DEFA          | Francia        | 30           | 1.300          | 815                       | 85                 |
| GIAT 30       | Francia        | 30           | 2.500          | 1.015                     | 120                |
| RMK 30        | Alemania       | 30           | n.n.           | 300                       | n.n.               |
| 35/1000       | Alemania       | 35           | 1.000          | n.n.                      | 405                |
| M39           | Estados Unidos | 20           | 1.500          | 1.030                     | 81                 |